# Alfred Den Ouden
Alfred Den Ouden (Dordrecht, 17 juni 1947) is een Nederlands folkmuzikant en -zanger, die vooral in Vlaanderen carrière maakte.

## Biografie
Alfred Den Ouden verhuisde na rondtrekken in Ierland, Schotland en Engeland in 1969 naar de Westhoek. Hij vormde daar een folkduo met toenmalige echtgenote Kristien Dehollander, die afkomstig was uit Kemmel. Hun repertoire evolueerde van Ierse en Vlaamse folk naar West- en Frans-Vlaamse nummers. Hij opende in Dranouter Folkclub De Zon in het begin van de jaren zeventig. Samen met Dehollander is hij ook oprichter en van 1975 tot 1982 organisator van het Folkfestival Dranouter. Ook het folkcentrum/restaurant 'De halve maan' in Dranouter werd door hen uitgebaat. Bij de dertigste editie, in 2004, stond hij ook nogmaals op de slotavond op het podium van Dranouter.
Den Ouden speelde gitaar en mondharmonica op Willem Vermandere, het album van Willem Vermandere uit 1971 waarop ook Blanche en zijn peird stond. Zijn eigen debuutalbum kwam bij Decca in 1972 uit. Met o.a. Jan Dewilde, Wilfried Moonen en Willem Vermandere als begeleiding. In '73 volgde een tweede album met als bezetting Alfred: accordeon, concertina, doedelzak en gitaar, Kristien Dehollander op viool en als zangeres, Al Van Dam op accordeon, Herman Dewit op vlier, Rens Van der Zalm (meerdere instrumenten en zang) en Rudi Bellemans op doedelzak en fluit. In 1974 kwam de voor veel mensen baanbrekende lp "Traditionele volksmuziek uit Frans-Vlaanderen" uit. In 1998 het door hem geschreven Passendaele concert "Songs of Peace" met gedichten van de in 1917 gesneuvelde Ierse dichter Francis Ledwidge met o.a. Peter Derudder, Filip Vanrobaeys en Sean Tyrell. In 1999 gevolgd door de ecologisch geïnspireerde cd "De nevels van de tijd".
Hij speelde ook mee op lp's van De Snaar,'t Kliekske, Wim Decraene en werkte mee aan het Islandproject onder leiding van Dree Peremans.

## Discografie
- 1972: Alfred den Ouden  Decca 790/193.497
- 1973: Alfred Den Ouden 2, Decca 776/183 019
- 1974: met Kristien Dehollander: Traditionele Volksmuziek Uit Frans-Vlaanderen, Parsifal 4000121 (2005 CD heruitgave 0204277425126)
- 1998: Alfred Den Ouden, (compilatie), Dureco 1164562, 46:33
- 1998: Songs of Peace
- 1999: De nevels van de tijd, FL CD 001, 67:29